# Biserica Adormirea Maicii Domnului din Sighet
Biserica Adormirea Maicii Domnului din Sighet este prima biserică română unită din municipiul Sighetu Marmației, ridicată prin strădania protopopului Tit Bud la sfârșitul secolului al XIX-lea. Necesitatea ridicării construcției a apărut în anul 1871, când s-a constituit parohia greco-catolică română din oraș, separată de Biserica ucraineană „Înălțarea Sfintei Cruci” din Sighet.

## Provizoratul
Imediat după separarea comunității române greco-catolice din Sighet, aceasta a primit permisiunea de a folosi Capela „Bunul Păstor”, situată în centrul orașului, care a fost construită prin contribuția episcopului Sigismund Stoica, originar din localitate. În clădirea respectivă funcționează în prezent o farmacie.

## Construcția actualei biserici
Principalul donator de fonduri în vederea construirii bisericii a fost episcopul Mihail Pavel.
Biserica a fost ridicată în stil neogotic.
Între protopopii care au slujit în această biserică s-a numărat Vasile Lazăr, bunicul lui Ilie Lazăr. Protopopul Lazăr a decedat în anul 1902.
Pictura bisericii a fost realizată în anii 1930-1932 de Tasso Marchini și Traian Bilțiu-Dăncuș. 
Lăcașul a fost atribuit în anul 1948 de autoritățile comuniste Bisericii Ortodoxe Române, care refuză restituirea sa.